# 220ª Divisione costiera
La 220ª Divisione Costiera fu una divisione di fanteria del Regio Esercito Italiano attiva durante la seconda guerra mondiale che venne formata nel 1942 e schierata nel Lazio, dove venne sciolta durante l'operazione Achse nel 1943.

## Storia
La divisione fu costituita nel luglio del 1942. Le divisioni costiere del Regio Esercito erano divisioni di seconda linea formate con riservisti ed equipaggiate con materiale di seconda scelta; reclutate localmente, erano spesso comandate da ufficiali richiamati dal pensionamento. Fece parte della guarnigione posta a difesa delle coste del Lazio ed era schierata, su un fronte di 180 km, dal fiume Tastura al torrente Chiarore, a sud di Orbetello e includeva nella sua giurisdizione il Centro esperienze Artiglieria di Nettuno, il Comando difesa porto di Civitavecchia, i due gruppi del "Genova Cavalleria", il CCCXXV Battaglione costiero, il CVIII Gruppo artiglieria da posizione costiera, il Deposito Scuola Guastatori del Genio con due battaglioni ed il Comando DICAT. Aveva una forza totale di 4.000 uomini e la maggior parte delle forze erano posizionate nel settore tra Anzio e Nettuno e in corrispondenza della foce del Tevere. Il Presidio di Nettuno includeva elementi della 12ª Divisione fanteria "Sassari" (genio e Milizia), del 10º Reggimento arditi, un Battaglione "San Marco", un gruppo paracadutisti, il II Gruppo Battaglioni di istruzione, un battaglione istruzione alpini, la Scuola Milizia Contraerea di Anzio, il Centro addestramento personale delle telecomunicazioni dell'Aeronautica, il 3° centro esperienze fanteria ad Anzio, la Scuola Allievi Sottufficiali di Finanza di Ostia Lido, un battaglione allievi ufficiali di artiglieria di Cerveteri, un centro assistenza personale aeronautico di Ostia Lido, la Scuola Allievi graduati costieri di Civitavecchia ed il Centro istruttori premilitari GIL di Civitavecchia. Dopo l'annuncio dell'armistizio di Cassibile, l'8 settembre 1943, la divisione venne sciolta durante l'operazione Achse.

## Ordine di battaglia
220ª Divisione costiera 1942
- 111º Reggimento costiero
- 152º Reggimento costiero

220ª Divisione costiera 1943
- 111º Rgt. costiero
- 152º Rgt. costiero
- CCCXXV Battaglione costiero
- Genova Cavalleria (4 Gr. smontati)
- Reggimento Milizia (sconosciuto)
- CVIII Battaglione Artiglieria costiero da posizione

## Comandanti
- Generale di Brigata Oreste Sant'Andrea (15 aprile 1942 - 10 settembre 1943)[1]